# Izabela Neville
Isabel Neville, vojvotkinja od Clarencea (5. rujna 1451. – 22. prosinca 1476.) je bila najstarija kćer i ujedno jedna od nasljednica Rikarda Nevillea (postavljača kraljeva Ratova ruža). Bila je supruga Georgea Plantageneta, 1. vojvode od Clarencea. Starija je sestra Ane Neville, koja je bila princeza od Walesa svojim prvim brakom i engleska kraljica drugim.
Njezin su brak sklopili njezin otac i George kada su se odlučili udružiti protiv Georgeovog brata, Eduarda IV. Georgeov cilj bio je preuzeti prijestolje kao kralj Engleske.

## Potomstvo
U braku s bratom Eduarda IV. i drugog muža njezine sestre, Rikarda III., Georgeom, Izabela je dobila četvero djece:
- Bezimeno dijete (rođ. 17. travnja 1470.), rođen izvan Calaisa (gdje se par prvotno vjenčao 1469. godine). Dijete je poginulo dok su plovili morem.
  - Neki izvori tvrde da se radilo o djevojčici imena Ana, a drugi da je riječ o dječaku bez imena.
- Margareta Pole (14. kolovoza 1473. – 27. svibnja 1541.). Udana za Sir Richarda Polea; smaknuta pod vladavinom Henrika VIII.
- Margareta Pole, Izabelina i Georgeova kći.Eduard Plantagenet, 17. grof od Warwicka (25. veljače 1475. – 28. studenog 1499.). Smaknut od Henrika VI. zbog pokušaja bijega iz Londonskoga tornja.
- Rikard od Yorka (6. listopada 1476. – 1. siječnja 1477.).

## Smrt
Umrla je 22. prosinca 1476. godine, dva i pol mjeseca nakon Rikardovog rođenja. Danas se sumnja da je uzrok bila tuberkuloza ili poslijeporođajna groznica. Međutim, u to vrijeme njezin je muž optužio jednu od Izabelinih dvorkinja da ju je ubila. Stoga je tu dvorkinju dao pogubiti. Dvorkinjin unuk je od kralja Eduarda IV. kasnije ispriku te zahtjev da dostavi kralju opširan prikaz slučaja te da ilustrira Georgeovu drskost i samovolju koju je kralj odbio tolerirati 1478. godine.